# Борка Томовић
Борка Томовић (Београд, 14. децембар 1983) српска је глумица и ТВ водитељка.

## Биографија
Борка Томовић је глумом почела да се бави још у основној школи, у студију Владе Андрића. Као гимназијалка, примљена је у драмски студио Мике Алексића. После завршене Филолошке гимназије, уписала је глуму на Факултету драмских уметности у Београду и студирала је у класи са Катарином Марковић, Јаном Милић, Марином Воденичар, Иваном Николић, Иваном Ђорђевићем, Михаилом Лаптошевићем, Ђорђем Марковићем и Виктором Савићем. Дипломирала је 2006. године, у класи професора Владимира Јевтовића, представом Блискост. Широј јавности је постала позната у телевизијској емисији Фазони и форе. Њена старија сестра је редитељка Ана Томовић.
Стална је чланица позоришта "Бошко Буха" од 2007. године.
Након завршеног факултета, завршава један семестар глуме на инситуту Lee Strasberg у Њујорку.
Похађала је masterclass код Иване Ћубук 2022. године у Истанбулу.
Борка се дуги низ година бави и педагогијом, где ради како са оним најмлађима, тако и са студентима, којима предаје глуму на Академији уметности у Београду.
Са партнером, одбојкашем Новицом Бјелицом, има сина Марка.

## Филмографија
| Год.       | Назив                    | Улога                        |
| ---------- | ------------------------ | ---------------------------- |
| 2003.      | М(ј)ешовити брак         | Надица                       |
| 2005.      | Кошаркаши                | Бока                         |
| 2006—2007. | Љубав, навика, паника    | Маја Милићевић (сезона 3)    |
| 2008.      | Последња аудијенција     | Кнегиња Персида Карађорђевић |
| 2010.      | На слово, на слово       | Кеса Деса                    |
| 2011.      | Сцене са женама          | Фехима                       |
| 2011.      | Цват липе на Балкану     | Диди Валић                   |
| 2012.      | Јелена, Катарина, Марија | Јелена                       |
| 2013.      | Жене са Дедиња           | Лола                         |
| 2014.      | Ургентни центар          | Невена Павловић              |
| 2015.      | Ничије дете              | Учитељица                    |
| 2015.      | Игра у тами              | Рада                         |
| 2017.      | Змајовини пангалози      | Пелагијина мама              |
| 2017—2018. | Истине и лажи            | Вања Бакић (сезона 1)        |
| 2018.      | Убице мог оца            | Виолета Ороз (сезона 3)      |
| 2021.      | Црна свадба              | Весна Ђурић                  |

## Емисије
| Година     | Емисија       | Канал |
| ---------- | ------------- | ----- |
| 2005.      | Фазони и форе | Б92   |
| 2012—данас | Плава птица   | РТС 1 |

## Позориште
| Година | Представа                                  | Улога                      | Позориште                       |
| ------ | ------------------------------------------ | -------------------------- | ------------------------------- |
| 2004.  | Златна удица                               | Рибица                     | СКЦ                             |
| 2005.  | Снежана и седам патуљака                   | Снежана                    | Позориште „Бошко Буха” Београд  |
| 2005.  | Фазони и форе                              | Мирко / Мирка              | Позориште „Бошко Буха” Београд  |
| 2006.  | Отело                                      | Дездемона                  | Позориште „Бошко Буха” Београд  |
| 2007.  | Блискост                                   | Алиса                      | Београдско драмско позориште    |
| 2007.  | Љубав, навика, паника                      | Маја                       | ДК „Вук Караџић”                |
| 2007.  | Змајовини пангалози                        | Сека Пела                  | Позориште „Бошко Буха” Београд  |
| 2007.  | Бајкодром                                  | Добра вила                 | Позориште „Бошко Буха” Београд  |
| 2008.  | Ожалошћена породица                        | Даница                     | Мадленијанум                    |
| 2008.  | Принцеза и жабац                           | Принцеза Гертруда          | Позориште „Бошко Буха” Београд  |
| 2008.  | Плава птица (позоришна представа)          | Мачка                      | Позориште „Бошко Буха” Београд  |
| 2009.  | Инстант сексуално васпитање                | Жак                        | Позориште „Бошко Буха” Београд  |
| 2009.  | Пипи дуга чарапа                           | Аника                      | Позориште „Бошко Буха” Београд  |
| 2009.  | Срећни сат                                 | Принцеза Брига             | Позориште „Бошко Буха” Београд  |
| 2009.  | Не знам шта је секс, али питање је одговор | Сиси                       | Позориште „Бошко Буха” Београд  |
| 2010.  | Игра у тами                                | Рада                       | Позориште „Бошко Буха” Београд  |
| 2011.  | Василиса Прекрасна                         | Василиса                   | Позориште „Бошко Буха” Београд  |
| 2011.  | Својта                                     | Кума                       | Позориште "Бошко Буха", Београд |
| 2011.  | Келерабе су здраве                         | Бо                         | Београдско драмско позориште    |
| 2011.  | Школа рокенрола                            | Директорка Љубица          | Позориште „Бошко Буха” Београд  |
| 2012.  | Боинг, боинг                               | Жудита                     | Звездара театар                 |
| 2012.  | Иза кулиса                                 | Попи                       | Позориште "Бошко Буха", Београд |
| 2013.  | Три чекића (а о српу и да не говоримо)     | Разредна                   | Позориште „Бошко Буха” Београд  |
| 2015.  | Kраљ комедије                              | Марша                      | Позориште "Бошко Буха", Београд |
| 2015.  | Велики Гетсби                              | Мирта                      | Мадленијанум                    |
| 2015.  | Мајстори, мајстори                         | Гоца, наставница енглеског | Позориште "Бошко Буха", Београд |
| 2016.  | Том Сојер и ђавоља посла                   | Блади Мери                 | Позориште "Бошко Буха", Београд |
| 2017.  | Поштени провалник                          | Жена                       | Позориште "Бошко Буха", Београд |
| 2021.  | Мачор у чизмама                            | Принцеза Анастазија        | Позориште "Бошко Буха", Београд |
| 2022.  | Убиство у Оријент експресу                 | Мери Дебенхам              | Позориште "Бошко Буха", Београд |
| 2024.  | Твоје и моје                               | Борка                      | Позориште "Бошко Буха", Београд |